# Steve Patterson
Steven John Patterson (Riverside, California, 24 de junio de 1948-Phoenix, Arizona, 28 de julio de 2004) fue un jugador y entrenador de baloncesto estadounidense que disputó cinco temporadas en la NBA y una más en la liga italiana. Con 2,05 metros de altura, lo hacía en la posición de ala-pívot.

## Trayectoria deportiva

### Universidad
Jugó durante cuatro temporadas con los UCLA de la Universidad de California, Los Ángeles, en las que promedió 10,2 puntos y 7,8 rebotes por partido. En su segunda temporada era el pívot suplente de Lew Alcindor, consiguiendo la titularidad cuando este pasó a profesionales. Pasó a promediar en su tercera temporada 12,5 puntos y 10,0 rebotes y 12,9 y 9,8 en su última campaña universitaria, consiguiendo en esas tres temporadas el título de campeones de la NCAA. Fue el pívot que marcó la transición en los Bruins en el puesto de pívot entre Alcindor (que poco más adelante se cambiaría el nombre por el de Kareem Abdul Jabbar) y Bill Walton.

### Profesional
Fue elegido en la decimoctava posición del Draft de la NBA de 1971 por Cleveland Cavaliers, en la segunda ocasión que acudía al draft, ya que el año anterior había sido elegido por Phoenix Suns en el puesto 129, y por los Dallas Chaparrals en el draft de la ABA. En los Cavs asumió el papel de suplente del pívot titular, Walt Wesley durante sus dos primeras temporadas. Cuando este fue traspasado a los Suns, en la temporada 1973-74, su entrenador Bill Fitch le colocó en el quinteto inicial, jugando su mejor año como profesional, promediando 7,8 puntos y 8,1 rebotes por partido.
Tras haber sido nuevamente relegado al banquillo, poco tiempo después de comenzada la temporada 1975-76 fue traspasado, junto con Eric Fernsten a Chicago Bulls, a cambio de Rowland Garrett y Nate Thurmond. Pero en su nuevo equipo tampoco tuvo continuidad en su juego, siendo despedido antes del comienzo de la siguiente temporada.
Probó suerte en la Serie A2 de la liga italiana, fichando por el Fernet Tonic Bologna, donde promedió 17,3 puntos y 10,7 rebotes por partido. Tras esa temporada, decidió retirarse definitivamente.

### Entrenador
Tras retirarse, en 1985 ocupó el puesto de entrenador de la Universidad de Arizona State, permaneciendo en el puesto hasta 1989, logrando en ese periodo 48 victorias y 56 derrotas.

## Estadísticas de su carrera en la NBA

### Temporada regular
| Temporada | Edad | Equipo    | Liga | P   | TIT | MIN  | TC  | TCA | %TC  | 3P | 3PA | %3P | TL  | TLA | %TL  | R.OF. | R.DEF. | REB | ASIS | ROB | TAP | PER | FP  | PTS |
| 1971-72   | 23   | Cleveland | NBA  | 65  |     | 11.9 | 1.4 | 4.0 | .357 |    |     |     | 0.4 | 0.7 | .500 |       |        | 3.5 | 0.8  |     |     |     | 1.2 | 3.2 |
| 1972-73   | 24   | Cleveland | NBA  | 62  |     | 11.5 | 1.1 | 3.2 | .359 |    |     |     | 0.5 | 1.0 | .523 |       |        | 3.7 | 0.8  |     |     |     | 1.3 | 2.8 |
| 1973-74   | 25   | Cleveland | NBA  | 76  |     | 25.1 | 3.4 | 7.9 | .437 |    |     |     | 0.9 | 1.5 | .616 | 2.9   | 5.2    | 8.1 | 2.2  | 0.6 | 0.8 |     | 2.5 | 7.8 |
| 1974-75   | 26   | Cleveland | NBA  | 81  |     | 15.7 | 2.0 | 4.8 | .416 |    |     |     | 0.6 | 0.9 | .658 | 1.4   | 2.7    | 4.1 | 1.1  | 0.3 | 0.2 |     | 1.6 | 4.6 |
| 1975-76   | 27   | TOTAL     | NBA  | 66  |     | 13.9 | 1.3 | 3.3 | .382 |    |     |     | 0.5 | 0.8 | .630 | 1.2   | 2.2    | 3.5 | 1.2  | 0.2 | 0.2 |     | 1.4 | 3.1 |
| 1975-76   | 27   | Cleveland | NBA  | 14  |     | 9.7  | 1.1 | 2.7 | .395 |    |     |     | 0.6 | 0.7 | .800 | 0.5   | 1.5    | 2.0 | 0.6  | 0.2 | 0.4 |     | 0.8 | 2.7 |
| 1975-76   | 27   | Chicago   | NBA  | 52  |     | 15.0 | 1.3 | 3.5 | .379 |    |     |     | 0.5 | 0.8 | .591 | 1.4   | 2.4    | 3.8 | 1.4  | 0.3 | 0.2 |     | 1.6 | 3.2 |
| Total     |      |           | NBA  | 350 |     | 15.9 | 1.9 | 4.8 | .403 |    |     |     | 0.6 | 1.0 | .594 | 1.9   | 3.4    | 4.7 | 1.3  | 0.4 | 0.4 |     | 1.6 | 4.4 |

## Fallecimiento
Patterson falleció el 28 de julio de 2004 en su residencia de Phoenix, un mes después de serle diagnosticado un cáncer de pulmón. Tenía 56 años.